# 浪潮集团
浪潮全稱浪潮集团，是中国大陆一家以云计算、大数据、关键应用主机、服务器、存储、人工智能和ERP等为主营业务的資訊技术企业。原英文名称Langchao，2006年4月18日，浪潮将其英文名称改为，并同时更换了企业标志。此举意欲开拓国际市场，营造国际化的新浪潮。旗下的“浪潮軟件”在中国大陆上海证券交易所上市，上证A股代码600756。旗下的“浪潮信息”在中国大陆深圳证券交易所上市，深证A股代码为000977。旗下“浪潮国际”在香港港交所上市，股票代码为596。浪潮集团的总部位于山东济南。

## 历史
- 浪潮集团原是中国大陆的国有企业山东计算机服务公司，1993年，浪潮推出了第一款小型机。命名为浪潮小型机。
- 1990年，浪潮研制出全球第一台中文寻呼机，并开发制定了简体汉字寻呼标准，这一标准于中国沿用至今.
- 1995年，浪潮小型机正式更名为浪潮服务器。浪潮成为当时Intel在中国大陆的唯一合作伙伴。
- 1998年，浪潮服务器与浪潮集团的系统集成和PC产业中分离出来，成立了独立的，单纯的服务器产品事业部。
- 2005年，浪潮研制成功浪潮天梭TS20000服务器
- 2013年，浪潮承建中国大陆全国中小学生学籍信息管理系统[1]
- 2015年，在台灣成立分支機構「數字雲端有限公司」[2]，成為浪潮信息股份有限公司的子公司，並於2017年4月進駐新北市板橋區的百揚大樓[3]。
- 2024年8月更名爲Aivres，爲浪潮信息股份有限公司的海外重要據點。
- 2025年3月25日，美國商務部將浪潮台灣子公司Inspur Taiwan又名數字雲端有限公司（Number Media Ltd.和Digital Cloud Ltd.）及台灣浪潮－研發中心（Inspur Taiwan – R&D Center）列入貿易黑名單，主因為中國用戶開發先進AI、超級電腦和高性能AI晶片且與中國軍事工業複合體關係密切。[4]